# Physconia americana
Physconia americana är en lavart som beskrevs av Essl. Physconia americana ingår i släktet Physconia och familjen Physciaceae.   Inga underarter finns listade i Catalogue of Life.